# Mount Barker (Zuid-Australië)
Mount Barker is een plaats in de Australische deelstaat Zuid-Australië en telt 10.258 inwoners (2006).